# Cazul de blasfemie Asia Bibi
Cazul de blasfemie Asia Bibi  implică femeia creștină pakistaneză Aasiya Noreen (urdu Format:Nq – Āsiyaah Naurīn [ˈɑːsiɑː nɔːˈriːn], născută c. 1971; cunoscută sub numele de Format:Nq Āsia Bibī), care a fost judecată pentru blasfemie de către un tribunal pakistanez și a fost condamnată la moarte prin spânzurare în 2010. În octombrie 2018, Curtea Supremă din Pakistan a achitat-o, deoarece dovezile erau insuficiente, totuși nu i-a fost permis să părăsească Pakistanul până la revizuirea verdictului, un proces care poate dura ani de zile.
În iunie 2009, Noreen a fost acuzată de blasfemie, după o ceartă cu un coleg de muncă în timp ce recoltau fructe de pădure. Ea a fost ulterior arestată și închisă. În noiembrie 2010, un judecător din Sheikhupura a condamnat-o la moarte prin spânzurare. Verdictul a fost confirmat de către Înalta Curte de Justiție din Lahore și a suscitat atenție la nivel mondial. Diverse petiții pentru eliberarea ei au fost elaborate de către organizații care sprijină creștinii persecutați, cum ar fi Vocea Martirilor, inclusiv una care a primit 400.000 de semnături și Papa Benedict al XVI-lea și Papa Francisc au cerut ca acuzațiile să fie respinse. Ea a stârnit mai puțină simpatie din partea vecinilor și a liderilor islamici din țară, dintre care unii au cerut ferm ca ea să fie executată. Ministrul Minorităților Shahbaz Bhatti și guvernatorul Punjabului Salmaan Taseer au fost asasinați fiindcă au pledat cauza ei și s-au opus legilor privind blasfemia. Familia lui Noreen s-a ascuns după ce a primit amenințări cu moartea, unele dintre avertizări, amenințau să o omoare pe Noreen dacă va fi eliberată din închisoare. Clericul musulman Maulana Yousaf Qureshi a anunțat o recompensă de 500.000 de rupii pakistanezi (₨) pentru oricine ar ucide-o.
Pe 31 octombrie 2018, Curtea Supremă de Justiție din Pakistan a achitat-o pe Noreen invocând "contradicții materiale și declarații contradictorii ale martorilor", care "au aruncat o umbră de îndoială cu privire la versiunea procurorilor asupra faptelor." Decizia a stârnit proteste conduse de partide islamiste în marile orașe ale țării. Decizia a fost lăudată de grupurile pentru drepturile omului și de cei care pledează în numele minorităților creștine, cum ar fi  Îngrijorarea Creștină Internațională, Uși Deschise, și Ajutor pentru Biserica în Nevoie.
Cu toate acestea, pe 2 noiembrie 2018 , Guvernul Pakistanului a semnat un acord cu partidul politic Tehreek-e-Labbaik (TLP) , partid care a fost liderul protestelor; acest acord i-a interzis lui Asia Bibi să părăsească țara. Acest acord între Guvernul Pakistanului și Tehreek-e-Labbaik a condus la "acuzații, că guvernul ar fi capitulat în fața extremiștilor". Guvernele din Italia, Canada și alte țări occidentale, lucrează în prezent pentru a o ajuta pe Asia Bibi să plece din Pakistan. Pe 7 noiembrie 2018, Asia Bibi a fost eliberată din Închisoarea pentru Femei din Multan. Ministerul Afacerilor Externe a negat faptul că ea a părăsit țara și a spus că ea rămâne în Pakistan.
Legea privind blasfemia din Pakistan a condus la uciderea a peste 60 de oameni găsiți vinovați, precum și la zeci de atacuri comunitare care au avut loc împotriva minorităților religioase pe motiv de blasfemie și a fost folosită de către persoanele fizice ca un instrument de răzbunare împotriva altor oameni. Noreen a fost prima femeie din Pakistan care a fost condamnată la moarte pentru blasfemie și ar fi fost prima persoană din Pakistan executată pentru blasfemie în conformitate cu legislația actuală.

## Context și arestare
Aasiya Noreen s-a născut și a crescut în Ittan Wali, o comună rurală din Districtul Sheikhupura din Punjab, Pakistan, la treizeci de mile de Lahore. Creștinii săraci din district și din altă parte din Pakistan, au adesea ocupații de clasă inferioară ca de exemplu curățatul și măturatul. Noreen, care este catolică, lucra ca muncitor agricol în Sheikhupura pentru a-și întreține familia. S-a căsătorit cu Ashiq Masih, un zidar care avea trei copii dintr-o căsătorie anterioară, și a mai avut doi copii cu el. Noreen și familia ei erau singurii creștini din comună. Înaintea încarcerării ei, ea a fost în repetate rânduri îndemnată de către camarazii de muncă să se convertească la Islam.
În iunie 2009, Noreen recolta fructe de Grewia asiatica cu un grup de alte femei muncitori agricoli de pe un câmp din Sheikhupura. A fost solicitată la un moment dat să aducă apă de la un puț din apropiere; s-a conformat, dar s-a oprit pentru a bea apă cu o cană veche de tablă găsită zăcând lângă fântână. Un vecin al lui Noreen, Musarat, care a fost implicat într-un conflict cu familia ei în legătură cu unele pagube materiale, a văzut-o și furios, i-a spus că este interzis unui creștin să bea apă din aceiași ustensilă din care bea un musulman, și că unii dintre ceilalți lucrători au considerat-o a fi necurată pentru că este creștină, referindu-se la sistemul de caste din Pakistan. Noreen povestește că atunci când au făcut declarații jignitoare despre Creștinism și i-au cerut să se convertească la Islam, ea a răspuns, "eu cred în religia mea și în Isus Hristos, care a murit pe cruce pentru păcatele omenirii. Ce a făcut vreodată profetul Mohammed  pentru a salva omenirea? Și de ce ar trebui să fiu eu, cea care se convertește și nu tu?" O ceartă a urmat.
O mulțime a venit la casa ei, au bătut-o pe ea și pe membrii familiei ei, înainte de a fi luată de poliție. Poliția a inițiat o anchetă despre remarcile ei, rezultând în arestarea ei în conformitate cu articolul 295 alineatul C din Cod Penal al Pakistanului.
Într-un interviu pentru CNN, ofițerul poliției locale Muhammad Ilyas a susținut că Noreen ar fi  spus următoarele: "Coranul este fals și profetul tău a rămas în pat timp de o lună înainte să moară, pentru că a avut viermi în urechi și gură. S-a căsătorit cu Khadija doar pentru bani și după jefuirea ei a dat-o afară din casă". Imamul comunei, Qari Mohamed Salim, căruia colegii de muncă ai lui Noreen i-au raportat presupusa blasfemie, a susținut că Noreen s-a destăinuit și și-a cerut scuze. Pe de altă parte, Comisia pentru Drepturile Omului din Asia a publicat o scrisoare în care se afirmă:
Ulterior, ea a fost închisă timp de peste un an înainte de a fi acuzată oficial.

## Urmărire penală și închisoare
Noreen a negat că ar fi comis blasfemie și a spus că ea a fost acuzată de vecinul ei pentru "reglare de conturi". În noiembrie 2010, Muhammed Naveed Iqbal, un judecător de la curtea de la  Sheikhupura, Punjab, a condamnat-o la moarte prin spânzurare. În plus, o amendă cu echivalentul a 1.100 de dolari a fost impusă.
Cu acest verdict, ea a devenit prima femeie condamnată la moarte în Pakistan pentru o acuzație de  blasfemie. Noreen a descris ziua condamnării ei, după cum urmează:
Soțul lui Noreen, Ashiq Masih, în vârstă de 51 de ani la acea dată, a anunțat că intenționează să conteste verdictul, care trebuie să fie respectat de către Înalta Curte din Lahore. O lună mai târziu, guvernatorul Punjabului, Salmaan Taseer, care a investigat chestiunea pentru președintele Asif Ali Zardari, a declarat că Noreen va fi cel mai probabil iertată, dacă Înalta Curte nu va suspenda sentința. Zardari era gata să o grațieze, dar Înalta Curte a emis un ordin de restricție împotriva posibilei grațieri a președintelui, care a rămas în vigoare până în prezent. Stenograme arată numeroase neconcordanțe în probele prezentate și reporterii spun că ei nu îndrăznesc să repete mărturia lui Bibi ca nu cumva să fie, de asemenea acuzați de blasfemie.
Noreen a fost pusă în izolare într-o celulă de 8 × 10 ft (2,4 × 3,0 m) fără ferestre, în închisoarea din Lahore. Înainte de asasinarea lui, Taseer a vizitat-o la închisoare de mai multe ori cu soția sa, Aamna, și fiica sa, Shehrbano, , deși oficialii curții din Pakistan au decis mai târziu că ea putea fi vizitată numai de către soțul și avocatul ei. Khalid Sheikh, directorul închisorii, a declarat că în timp ce el a vrut ca ea să fie tratată "ca orice alt arestat", ea a trebuit să fie ținută departe de ceilalți deținuți pentru propria siguranță, fiindcă alte persoane acuzate de blasfemie au fost ucise în închisoare. De teamă că ar putea fi otrăvită, oficialii închisorii au început a-i da lui Noreen materii prime pentru a-și găti propria mâncare. Fundația Masihi, un grup pentru drepturile omului, a descris condiția fizică a ei ca fiind "foarte fragilă", iar starea ei de sănătate a fost raportată a fi în declin din cauza condițiilor precare de trai din închisoare. De asemenea, ea a fost amenințată de către alți deținuți și supusă abuzului fizic de către gardieni.
Potrivit Human Rights Watch, situația lui Noreen nu este neobișnuită. Deși nimeni nu a fost executat pentru blasfemie încă în Pakistan, acuzatul rămâne de multe ori închis pentru o lungă perioadă, în timp ce cazul este în curs de procesare. În mai 2014, audierile din apel în cazul lui Noreen au fost amânate pentru a cincea oară.

### Reacția locală
Condamnarea lui Noreen a condus la păreri împărțite privind legile referitoare la blasfemie și a atras reacții puternice din partea publicului. Cercetătorul pakistanez Ali Dayan Hasan din partea Human Rights Watch a spus, "legea creează această infrastructură legală, care este apoi utilizată în diferite moduri informale pentru a intimida, constrânge, hărțui și persecuta." Mai departe descrie legea ca "discriminatorie și abuzivă". Guvernatorul din Punjabi Salmaan Taseer și Ministrul Minorităților din Pakistan Shahbaz Bhatti, au susținut-o ambii public pe Noreen, cel din urmă spunând, "voi bate la orice ușă pentru dreptate în numele ei și voi lua toate măsurile pentru protecția ei." De asemenea, ea a primit sprijin din partea politologului pakistanez Rasul Baksh Rais și a preotului local Samson Dilawar. Pedeapsa cu închisoare dată lui Noreen a determinat creștinii și alte minorități din Pakistan să se simtă vulnerabile, și musulmanii liberali s-au speriat de asemenea de condamnarea ei.
Populația generală a fost mai puțin înțelegătoare față de Noreen. Mai multe semnale au fost primite din Sheikhupura și alte zone rurale prin care se declara sprijinul pentru legile referitoare la blasfemie, inclusiv unul care cerea decapitarea lui Noreen. Mohammad Saleem, un membru al partidului  Jamiat Ulema-e-Pakistan, a organizat o demonstrație în Rawalpindi și a condus un mic grup care a scandat, "Spâuzurați-o, spânzurați-o." În decembrie 2010, la o lună după condamnarea lui Noreen, clericul musulman de la Moscheea Mohabaat Khan din Peshawar, a anunțat o recompensă de 500.000 de rupii pakistanezi (echivalentul a aproximativ 5.800 $ în decembrie 2010), pentru oricine care ar ucide-o. Un studiu a raportat că în jur de 10 milioane de pakistanezi au declarat că ar fi dispuși să o omoare personal fie din convingeri religioase sau pentru recompensă. Credincioșii din moscheea din Ittan Wali, se consideră a fi fost indiferenți față de situația dificilă a lui Noreen; imamul moscheii, Qari Mohammed Salim, care a ajutat la înregistrarea cazul împotriva ei, a declarat că a plâns de bucurie aflând că a fost condamnată la moarte și a amenințat că unii oameni ar putea "să ia legea în propriile lor mâini" dacă ar fi iertată sau eliberată. Cu toate acestea, jurnalistul Julie McCarthy a sugerat că opiniile din țară "a majorității mai pașnice" au fost umbrite de fundamentaliștii mai vocali.
Familia lui Noreen a primit amenințări și s-a ascuns. Ashiq, soțul ei, a declarat că îi este frică să-și lase copiii să iasă afară. El și-a exprimat de asemenea îngrijorarea față de modul în care i s-ar putea asigura securitatea lui Noreen dacă ar trebui să fi eliberată spunând, "Nimeni nu ar lăsa-o să trăiască. Mollahii spun că o vor ucide, atunci când va fi eliberată." Familia ei a refuzat să părăsească țara atâta timp cât ea este în închisoare, dar Italia, Franța, și Spania s-au oferit să-i acorde ei și familie ei azil în cazul eliberării ei.

#### Asasinarea lui Taseer și Bhatti

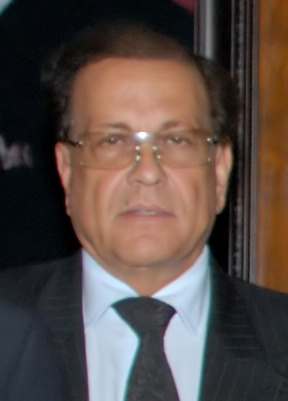
Salmaan Taseer

Pe 4 ianuarie 2011, în Piața Kohsar din Islamabad, guvernatorul provinciei Punjab , Salmaan Taseer, a fost asasinat de către Malik Mumtaz Hussein Qadri, un tânăr de 26 de ani, membru al echipei sale de securitate, din cauza apărării lui Noreen și opoziției sale față de legea privind blasfemia. Mumtaz Qadri a fost condamnat la moarte pentru asasinat și spânzurat pe 29 februarie 2016. Taseer s-a exprimat deschis în criticile sale la adresa legii și a verdictului în cazul lui Noreen. A doua zi, la înmormântarea guvernatorului în Lahore au participat mii de oameni, în ciuda avertismentelor date de Talibani și de unii clerici, în timp ce o altă parte a populației Pakistanului, de asemenea îl lăuda pe Qadri ca pe un erou; mii de musulmani sunniți s-au adunat în sprijinul legilor din Pakistan referitoare la blasfemie după crimă, și 500 de clerici Barelvi au interzis enoriașilor să trimită condoleanțe familiei lui Taseer. Acest lucru a dus la temeri că publicul a deveni tolerant cu extremiștii.
Oficialii închisorii au declarat că Noreen "a plâns neconsolată" la aflarea veștii despre asasinarea lui Taseer în timp ce tot repeta: "acest om a venit aici și și-a sacrificat viața pentru mine." Părintele Andrew Nisari, un catolic de rang înalt, purtător de cuvânt în Lahore, a descris situația ca fiind "un haos total". Șapte luni mai târziu, Shahbaz, fiul de 28 de ani a lui Taseer, a fost răpit. Shahbaz Taseer a fost mai târziu găsit  sau eliberat în martie 2016, și s-a întors în Lahore pe 9 martie, după cinci ani în captivitate.
Ministrul Minorităților Shahbaz Bhatti , a spus că a fost prima dată amenințat cu moartea în iunie 2010, când i s-a spus că va fi decapitat dacă ar încerca să schimbe legile blasfemiei. Ca răspuns, el a declarat reporterilor că este "angajat principiului justiției pentru oamenii din Pakistan" și dispus să moară luptând pentru eliberarea lui Noreen. Pe 2 martie 2011, Bhatti a fost împușcat mortal de persoane înarmate care au atacat mașina, în apropiere de reședința sa din Islamabad, probabil din cauza poziției sale privind legile referitoare la blasfemie. El a fost singurul membru creștin din  cabinetul din Pakistan.

### Răspuns internațional
Condamnare la moarte a lui Noreen a atras indignare internațională și o critică puternică din partea organizațiilor neguvernamentale care apără persecuția creștinilor, precum și a grupurilor pentru drepturile omului, ca Amnesty International și Human Rights Watch, care au văzut legile referitoare la blasfemie, ca o formă de persecuție religioasă și au cerut ca ele să fie eliminate. Papa Benedict al XVI-lea a cerut în mod public clemență pentru Noreen. În declarația sa, el a descris "apropierea spirituală" cu Noreen și a cerut că "demnitatea umană și drepturile fundamentale ale tuturor persoanelor în situații similare" să fie respectate.
Cazul ei a realizat de asemenea o acoperire  mass-media extinsă, și jurnalistul american John L. Allen Jr. a scris că este "aproape sigur cel mai renumit muncitor agricol analfabet din Punjabi și mamă a cinci copii de pe planetă". Potrivit lui Allen, ea a devenit o celebritate printre creștinii activiști, un exemplu neobișnuit  atunci când cazurile de discriminare împotriva minorităților creștine, primesc de obicei puțină atenție în presă. O serie de campanii au fost organizate pentru a protesta împotriva  detenției ei, prin petiții on-line, tendințe Twitter, și concerte. Ooberfuse, o trupă pop creștină cu   sediul în Regatul Unit, a colaborat cu Asociația creștină britanică pakistaneză , și a lansat un cântec intitulat "Eliberați-o pe Asia Bibi", cu un videoclip care a inclus "o tulburătoare portretizare a condiții mizere în care Bibi este ținută". Ea a fost de asemenea subiect de cărți și documentare.
O petiție creată de Vocea Martirilor, o organizație care ajută creștinii persecutați, a primit peste 400.000 de semnături de la persoane fizice din peste 100 de țări. O altă petiție, concepută de Centrul American pentru Lege și Justiție (ACLJ), a obținut peste 200.000 de semnături și a cerut ca Ajutorul american pentru Pakistan (declarat a fi cumulativ opt miliarde de dolari) să fie oprit atâta timp cât persecutarea minorităților este permisă în acea țară.
Umar Al-Qadri, un cleric islamic din Irlanda, a cerut eliberarea lui Noreen și a declarat că va sprijini organizațiile care doresc același lucru, considerând că, "Asia Bibi este un caz în care doamna nega faptul de a fi comis blasfemie, și bazat pe faptul acesta ar fi suficientă pentru ca instanța să o elibereze, dar, din păcate, acea lege specială, legea blasfemiei din Pakistan, nu reprezintă adevărata învățătură islamică".

## Apel
Pe 16 octombrie 2014, Înalta Curte de Justiție din Lahore a respins recursul lui Noreen și a confirmat condamnarea ei la moarte. Pe 20 noiembrie 2014, soțul ei a făcut apel la Președintele Pakistanului pentru clemență. Pe 24 noiembrie 2014, avocatul ei a făcut apel la Curtea Supremă de Justiție din Pakistan.
Pe 22 iulie 2015, Curtea Supremă a suspendat condamnare la moarte a lui Bibi  pe durata procesului de apel. În noiembrie 2015, avocatul lui Bibi, Naeem Shakir, a anunțat că, după două amânări în 2015,  Înalta Curte din Lahore va judeca recurs în cazul lui Bibi pe 26 martie 2016. Ședința a fost reprogramată pentru data de 13 octombrie 2016, dar în acea dimineață, când a fost rândul cazului "Asia Bibi împotriva statului", unul dintre cei trei membri ai completuluii de judecători din acea secție – Iqbal Hameedur Rehman – a refuzat să fie parte a completului, ceea ce a condus la amânarea audierii pentru o dată nedeterminată. Mai târziu, judecătorul a demisionat printr-o scrisoare scrisă de mână, adresată Președintele Pakistanului, Mamnoon Hussain, fără să indice motivele specifice pentru demisia. Pe 26 aprilie 2017, Șeful Justiției din Pakistan (CJP) Mian Saqib Nisar a refuzat o cerere făcută de avocatul ei Saiful Malook pentru începerea ședinței, în prima săptămână a lunii iunie .

## Achitarea de către Curtea Supremă
Pe 8 octombrie 2018, un complet de trei judecător care cuprindea pe CJP Mian Saqib Nisar, judecătorul Asif Saeed Khosa și judecătorul Mazhar Alam au fost desemnați să judece recurs legal final. Pe 31 octombrie 2018, Curtea Supremă de Justiție într-o motivare detaliată de 56 de pagini redactată sub autoritatea lui CJP Nisar, cu o  opinia separată concomitentă a judecătorului Khosa, a achitat pe Asia Bibi de acuzațiile de blasfemie, după acceptarea recursului ei  împotriva sentinței din  2015. De asemenea, Curtea a decis că "ea este liberă să plece, dacă nu trebuie să fie reținută în legătură cu orice alt caz". În verdictul său, Judecătorul Asif Saeed Khan Khosa remarca:
Judecata finală a afirmat că unul dintre acuzatorii lui Noreen au încălcat Cartea de Pace a lui Mohamed, un "tratat făcut de către Mohamed cu creștinii în secolul al șaptelea, dar  valabil încă astăzi". Judecătorul Khosa, a declarat de asemenea că cele două femei care au făcut acuzații împotriva lui Noreen "nu au niciun respect pentru adevăr" și că afirmația că a hulit pe Mohamed în public este un "amestec întrupat". Curtea Supremă de Justiție din Pakistan a citat "contradicții materiale și declarații inconsecvente ale martorilor" care "aruncă o umbră de îndoială asupra versiunii de fapt a procuraturii."
Asia Noreen citea Biblia Creștină când a auzit vestea, după care a exclamat: "Eu nu pot să cred ce aud, voi fi eliberată acum? Mă vor lăsa să plec, într-adevăr? ... Nu știu ce să spun, sunt foarte fericită, nu pot să cred."  Fiica lui Noreen Eisham Ashiq, a declarat că știrea de achitare a fost "cel mai minunat moment din viața mea ... Vreau să o îmbrățișez pe mama mea și apoi să sărbătoresc cu familia mea. Sunt recunoscătoare lui Dumnezeu pentru că a ascultat rugăciunile noastre."

### Răsunetul în țară
Ca răspuns la verdict, grupuri islamiste au protestat pe străzile din Pakistan, "blocând drumurilor și deteriorând infrastructura". Decizia Curții Supremă de Justiție a stârnit proteste în Lahore, Islamabad, Karachi, Peshawar și Multan. Fazal-ur-Rehman șeful partidului Adunarea Clericilor Islamici (F) a cerut proteste  "pașnică" afirmând că eliberarea lui Bibi "nu este acceptabilă în niciun fel". Khadim Hussain Rizvi șeful partidului Tehreek-i-Labbaik Pakistan (TLP)  și Jamaat-i-Ahle Hadees , de asemenea, au chemat la proteste. Protestatarii aparținând partidului TLP au declarat că traficul va "rămâne blocat până când Asia Bibi nu va fi spânzurată." și principala autostradă a Islamabad-ului  a fost blocată de "aproximativ o mie de demonstranți înarmați cu crose de golf". Muhammad Afzal Qadri, un co-fondator al TLP, a cerut de asemenea moartea celor trei judecători ai Curții Supreme implicați în audierea lui Bibi la recurs, declarând că "Șeful Justiției și încă doi  merită să fie uciși ... Fie agenții lor de pază, șoferii lor, sau bucătarii lor ar trebui să-i omoare." Zona Roșie din Islamabad a fost izolată de public, în scopul de a ține protestatarii la distanță, fiind utilizate forțe paramilitare  în acest scop. Prim-ministrul Imran Khan într-un discurs televizat adresat națiunii pe tema verdictului pentru Asia Bibi , a emis un avertisment puternic pentru grupurile care militau împotriva deciziei. El și-a încheiat discursul spunând: "nu împingeți statul într-un  punct în care nu mai are nicio opțiune, doar să  acționeze". Pe 1 noiembrie, Poliția Drumuri Naționale și Autostrăzi  recomanda navetiștilor să "se abțină de la călătorii pe autostrăzi și drumurile naționale" din cauza "legii și situației din țară". Școlile creștine în Lahore "rămân închise pe termen nelimitat", din motive de siguranță, în urma protestelor. Guvernul din Pakistan, de asemenea, a întrerupt comunicarea pe rețelele de telefonie mobilă pe 2 noiembrie.
Înainte de anunțul de achitare pe 31 octombrie, Creștinii din Pakistan au postit și s-au rugat. Cardinalul Joseph Coutts, Arhiepiscop Romano-Catolic de la Karachi, s-a rugat ca "să nu fie o reacție violentă din partea extremiștilor".
Saif-ul-Mulook, avocatul care a apărat-o pe Asia Noreen, a afirmat că "viața sa nu a mai fost la fel de atunci; el rareori socializează, trăiește într-o stare constantă de vigilență mărită și a fost inundat de un val de amenințări." Ziarele South China Morning Post și Christian Today au relatat că el este acum o "țintă ușoară" pentru extremiști. Pe 3 noiembrie 2018, s-a zvonit că "a fugit" din țară, în Olanda. Saif-ul-Mulook a susținut că Organizația Națiunilor Unite "m-a ținut trei zile și apoi m-a pus pe un avion, împotriva voinței mele", deoarece el "a refuzat să părăsească țara fără a se asigura că clientul său a fost scos din închisoare."

### Răsunetul internațional
Decizia a fost lăudată de către grupurile pentru drepturile omului și organizațiile care pledează pentru creștinii persecutați, cum ar fi Îngrijorarea Creștină Internațională , Ușile Deschise, și Ajutor pentru Biserica în Nevoie. CEO-ul Ușilor Deschise David Curry, a declarat: "Respirăm ușurați azi ... deoarece aceste acuzații au provenit din identitatea ei creștină, precum și din acuzațiile false împotriva ei. Sperăm că Pakistanul va lua măsuri suplimentare pentru a oferi libertatea religioasă și drepturile fundamentale ale omului în întreaga țară." Omar Waraich, directorul adjunct al Asociației pentru Asia de Sud a Amnesty International, a descris decizia drept un "verdict reper". Neville Kyrke-Smith de la Ajutor pentru Biserica în Nevoie s-a exprimat cu privire la achitarea lui Asia Noreen astfel: "Ziua de astăzi vestește zorii speranței pentru minoritățile oprimate." Comisia pentru Drepturile Omului din Pakistan a emis o declarație pe 1 noiembrie, în care salută achitarea și afirmând că "Din perspectiva drepturilor omului, judecata detaliată a Curții Supreme detaliază subliniază câteva dintre cele mai problematice aspecte legate de aplicarea legilor referitoare la blasfemie. Prezumția de nevinovăție este prea ușor îngropată de indignarea morală, care, invariabil, pune în conflict direct pe cei vulnerabili și defavorizați împotriva celor în majoritate."
Olav Fykse Tveit, secretarul general al Consiliului Mondial al Bisericilor, "a primit cu bucurie" vestea de achitare, declarând: "Noi sărbătorim achitarea și eliberarea  împreună cu ei, a familiei ei și a comunității ... CMB a solicitat în mod repetat justiție pentru Asia Bibi, condamnată în urmă cu 8 ani, pe baza acuzațiilor rezultate dintr-o ceartă din sat în care a fost acuzată de vecinii ei de blasfemie. ... prin urmare CMB, face apel din nou la Guvernul din Pakistan să-și revizuiască legile privind blasfemia, pentru a stopa abuzurile prin aplicarea lor, și pentru a elimina prejudecata discriminatorie împotriva minorităților religioase."
 Organizația Națiunilor Unite: Farhan Haq, purtătorul de cuvânt al ONU,  a spus că, din cauza opoziției de lungă durată a organizației, față de pedeapsa cu moartea "ar saluta această ultimă dezvoltare".
 Marea Britanie: Theresa May, prim-ministrul Regatului Unit, a declarat că "vestea ar fi salutată în întreaga lume și Marea Britanie este dedicată cauzei abolirii pedepsei cu moartea la nivel mondial." Potrivit Asociației Creștine Britanico-Pakistaneze, Bibi a cerut azil în Marea Britanie, dar a fost refuzată pentru că prezența ei în țară ar putea stârni neliniște în rândul "anumitor grupuri din populației".
 Statele Unite ale Americii: Președintele Comisiei Statelor Unite ale Americii privind Libertatea Religioasă Internațională (USCIRF), Tenzin Dorjee a lăudat hotărârea instanței, spunând, "Cazul Asiei Bibi ilustrează măsura în care aceste legi pot fi folosite pentru a viza comunitățile minoritare. Aceste legi încearcă să protejeze religii întregi, mai degrabă decât individul, cum ar trebui să fie cazul după standardele internaționale privind drepturile omului. Este foarte îngrijorător că în cazul Bibi  s-a ajuns chiar până în acest nivel, devenind aproape  prima persoana din istoria Pakistanului executată pentru crima de blasfemie."
 Franța: Marine Le Pen, președintele NFrontului Național din Franța a solicitat guvernului să acorde azil lui Asia Noreen.
Centrul European pentru Lege și Justiție, a lăudat hotărârea judecătorească și a pledat pentru "abolirea infracțiunii de blasfemie în Pakistan".
Mai multe țări, incluzând Franța și Spania, au oferit lui Asia Noreen azil.

## Interdicția de a părăsi Pakistanul
Pe 2 noiembrie 2018, Guvernul din Pakistan sub administrarea lui Imran Khan și a partidului islamist Tehreek-e-Labbaik, care a încurajat protestele împotriva lui Asia Bibi, au ajuns la un acord care a interzis lui Asia Bibi să părăsească țara, și în acealași timp eliberarea protestatarilor Tehreek-e-Labbaik. Noor-ul-Haq Qadri, ministrul afacerilor religioase, și Muhammad Basharat Raja, ministrul justiției din Punjab, au semnat acordul în numele guvernului. Acordul include accelerarea unei acțiuni în instanță pentru a o plasa pe Asia Noreen pe lista interdicției de zbor a Pakistanului, cunoscută oficial ca Lista de control al ieșirilor (ECL). Autoritățile din Pakistan nu o vor elibera pe Asia Noreen până când "Curtea Supremă nu va face o evaluare finală a verdictului" după cum a spus "Ghulam Mustafa, avocatul care reprezintă un cleric provincial din Punjab, care a depus acuzațiile inițiale de blasfemie  împotriva lui Bibi și a solicitat printr-o petiție la Curtea Supremă, judecătorilor să revizuească achitare ei." Cerințe similare au necesitat ani de zile pentru a se procesa. TLP a fost de acord să încheie cele trei zile de proteste din întreaga țară și liderilor săi au cerut protestatarilor să se disperseze în mod pașnic.
Potrivit surselor, un avion din Marea Britanie  a sosit, pentru a o prelua pe Asia Noreen după achitarea ei, dar s-a întors fără ea, fiindcă guvernul Pakistanez în prezent încă o ține în detenție ca urmare a acordului cu Tehreek-e-Labbaik.
Wilson Chowdhry, președintele Asociației Creștine Pakistano Britanice (BPCA), a declarat că "Punerea lui Asia Bibi pe ECL este ca și cum i-ai semna condamnarea la moarte".
Acest acord între Guvernul din Pakistan și Tehreek-e-Labbaik a condus la "acuzații că guvernul ar fi capitulat în fața extremiștilor". Ministrul pakistanez al Informațiilor, Fawad Chaudhry a răspuns acestor acuzații, spunând că "Am avut două opțiuni: fie să folosim forța, iar atunci când utilizezi forța oamenii pot fi uciși. Asta nu este ceva ce un stat ar trebui să facă... Am încercat să negociem și (în) negocieri iei ceva și să lași ceva."
Saif-ul-Mulook, avocatul lui Asia Noreen a  numit acordul între Guvernul din Pakistan și islamiști, "dureros", precizând că "Ei chiar nu pot pune în aplicare un ordin al Curții Supremă a țării". Având sentimentul că viața îi era amenințată, Mulook, a fugit în Europa, cu scopul de "a rămâne în viață, eu încă mai trebuie să lupt în bătălia juridică pentru Asia Bibi." Președintele BPCA, Wilson Chowdhry,  a declarat de asemena că "eu nu sunt surprins de faptul că regimul lui Imran Khan a cedat în fața extremiștilor". Jemima Goldsmith, o fostă soție a lui Imran Khan, a spus în mod similar "că Guvernul din Pakistanul a cedat cerinței extremiștilor de a interzice părăsirii țării de către Asia Bibi", apreciind "Nu Naya Pakistan la care am sperat. La trei zile după un discurs sfidător și curajos care apără sistemul judecătoresc, guvernul pakistanez cedează cererilor extremiste de a nu o lăsa pe Asia Bibi să părăsească Pakistanul, după ce a fost achitată de blasfemie - semnând în mod eficient condamnarea ei la moarte."
Ashiq Masih, soțul lui Asia Noreen, a făcut apel la Președintele Statelor Unite, Donald Trump, precum și la Theresa May, Prim-ministrul  Regatului Unit și Justin Trudeau, Prim-ministrul  Canadei, pentru a "ajuta familia să părăsească țara" și să le acorde azil. El a spus structurii de caritate Ajutor pentru Biserica în Nevoie, o organizație care ajută Creștinii persecutați: "Ajută-ne să ieșim din Pakistan. Suntem extrem de îngrijorați pentru că viețile noastre sunt în pericol. Nu mai avem chiar nimic de mâncare, pentru că nu putem părăsi casa pentru a cumpăra alimente".

### Reacțiile internaționale și răspuns
EU: Antonio Tajani, Președintele Parlamentului European, a declarat: "Parlamentul European este extrem de îngrijorat pentru siguranța dumneavoastră, precum și a familiei dumneavoastră, din cauza violențelor elementelor extremiste din Pakistan". Tajani a trimis o scrisoare către soțul lui Asia Bibi, invitându-i familia la "Bruxelles sau Strasbourg pentru o întâlnire la care să se discute despre cum pot în mod concret facilita eliberarea soției tale, Asia Bibi".
 Italy: Matteo Salvini, viceprim-ministru al Italiei, a declarat că "vreau ca femeile și copiii ale căror vieți sunt în pericol să aibă un viitor sigur, în țara noastră sau în alte țări occidentale, așa că voi face tot ce este omenește posibil pentru a garanta asta [pentru Bibi] ... Nu este permis ca în 2018 cineva să poată să riște să-și piardă viața pentru o ... presupusă blasfemie". Salvini a mai declarat că "Italia nu a avut nimic împotriva guvernului pakistanez", dar că "inamicul este violența, extremismul și fanatismul".
 Canada: Chrystia Freeland, Ministrul Afacerilor Externe al Canadei, a declarat că "Este o problemă foarte importantă, o prioritate centrală pentru guvernul nostru ... Canada solicită Pakistanului să ia toate măsurile necesare pentru a asigura siguranța și securitatea pentru Asia Bibi și familia ei ... Canada este pregătită să facă tot ce poate și este extrem de implicată în această problemă."
 Australia: Peter Dutton, ministrul pentru Afaceri interne, a declarat că Australia va oferi azil pentru Asia Bibi.

## Eliberarea
Pe 7 noiembrie 2018, un ordin de eliberare a sosit la Închisoarea Nouă pentru Femei în care Asia Bibi a fost încarcerată în Multan. Știri locale au raportat că ea a fost transportată cu avionul la Baza PAF Nur Khan și că va pleca din țară cu un avion charter în Olanda.
Cu toate acestea, Ministerul Afacerilor Externe a negat rapoartele mass-media că Asia Bibi ar fi părăsit Pakistanul, declarând că ea a fost "într-un loc sigur în Pakistan".
Hafiz Shahbaz Attari, din partidul politic islamist Tehreek-e-Labbaik Pakistan (TLP), la aflarea veștii, a declarat că membrii TLP s-ar aduna în Islamabad și Rawalpindi și că încearcă să împiedice plecarea ei. Un alt lider TLP, Afzal Qadri, a declarat că "oficiali au comunicat grupului, că lui Bibi nu-i va fi permis să plece până când Curtea Supremă se va pronunța cu privire la recursul de achitare".
Parlamentarul Mike Gapes din Marea Britanie al Partidului Laburist și Cooperativ a declarat: "Dată fiind clar incapacitatea acestui nou guvern pakistanez al lui Imran Khan de a opri aceste gloate de la intimidarea și uciderea creștinilor din Pakistan, nu este timpul pentru a reevalua relațiile cu Pakistanul? Există mari îngrijorări în cazul în care minorități religioase din Pakistan nu sunt în siguranță."
Senatorul american Rand Paul a vorbit cu președintele Statelor Unite , Donald Trump despre asigurarea azilului pentru Asia Bibi în acea națiune.

## Memorii
Jurnalista franceză Anne-Isabelle Tollet⁠(fr)[traduceți] a acordat asistență lui Noreen în scrierea unui memoriu intitulat Blasfemie: Un memoriu: Condamnată la moarte peste o cană de apă (2013, ISBN: 1613748892). Noreen este analfabetă și Tollet a fost în imposibilitate de a o vizita în mod direct din cauza restricțiilor din închisoare. A realizat interviuri prin intermediul soțului lui Noreen, care a transferat întrebări și răspunsuri între ele. De asemenea, Tollet a cunoscut alți membri ai familiei lui Noreen, inclusiv copiii și sora ei și l-a cunoscut pe Shahbaz Bhatti, înaintea asasinării lui.
În 2015, cineaști polonezi, inspirați de memorii, au produs filmul Uwolnić Asię Bibi (în română: Libertate pentru Asia Bibi).

## Contradicție cu legea islamică
Școala hanafită de jurisprudență, după care Pakistanul susține că își modelează sistemul juridic, nu susține pedeapsa cu moartea pentru nemusulmani care insultă pe profetul Mahomed. Acest lucru este afirmat chiar în al-Hidaya, un text care este predat peste tot în Pakistan în seminariile hanafite. Celelalte trei  Școli de gândire islamice sunite conțin hotărâri în acord cu școala Hanafi.
Fondatorul Școlii hanafite, Abu Hanifa, a declarat în mod clar că blasfemie făcută în cadrul unui stat islamic de către un non-musulman  nu este pedepsită cu moartea.
1. 1 2  Kazim, Hasnain (19 noiembrie 2010). „Eine Ziege, ein Streit und ein Todesurteil” [A goat, a fight and a death sentence]. Der Spiegel (în German). Accesat în 19 noiembrie 2010.
2. ↑  „Fear for Pakistan's death row Christian woman”. BBC News. 5 decembrie 2010. Arhivat din original la 6 decembrie 2010. Accesat în 5 decembrie 2010.
3. 1 2 3  „Asia Bibi: Pakistan acquits Christian woman on death row”. BBC. 31 octombrie 2018. Accesat în 31 octombrie 2018. Chief Justice Saqib Nisar read out the ruling saying she was free to go, if not wanted in connection with any other case.
4. 1 2  „Pakistan delays release of Christian woman after blasphemy acquittal” (în English). CBN News. 2 noiembrie 2018. Accesat în 2 noiembrie 2018.
5. 1 2 3 4 5  „Christian woman cleared of blasphemy barred from leaving Pakistan” (în English). The Telegraph. 2 noiembrie 2018. Accesat în 2 noiembrie 2018.
6. 1 2  Samira Shackle (18 octombrie 2018). „The Lahore court's decision to uphold Asia Bibi's death penalty is far from just” (în English). The Guardian. Accesat în 1 noiembrie 2018. Bibi's alleged blasphemous comments were supposedly made after co-workers refused to share water that she had carried; they said it was unclean because she was a Christian (this is a hangover from the caste system, as most of those who converted to Christianity in pre-partition India were members of the lower castes).
7. 1 2  Rafia Zakaria (16 octombrie 2018). „A Death Sentence Over a Cup of Water?” (în English). The New Republic. Accesat în 1 noiembrie 2018. The question of drinking order is a vestige of the Hindu caste system that has lingered in the area even after most of the population converted to Islam over a hundred years ago. Christians, believed to be converts from Dalits, continue to be treated as untouchables in parts of Pakistan. For high Brahmans, using the same utensils as someone from a lower caste represented contamination or impurity. It seems the women in the field with Asia Bibi on that ill-fated June day believed this as well.
8. 1 2 3 4  Lane, Gary (10 noiembrie 2011). „Awaiting Justice: Asia Bibi Supporters Call for Mercy”. CBN News. Accesat în 25 noiembrie 2013.
9. ↑  Murashko, Alex (23 iulie 2011). „Global Petition Launched to Save Asia Bibi” (în English). International Christian Concern. Accesat în 31 octombrie 2018.
10. ↑  Bacon, John (31 octombrie 2018). „Blasphemy: Pakistan frees Asia Bibi, a Christian, from death row” (în English). USA Today. Accesat în 31 octombrie 2018.
11. 1 2  „Final Hearing For Asia Bibi: Will Pakistani Christian Woman Be Hanged For Blasphemy?” (în English). Christian Today. 10 octombrie 2018. Accesat în 1 noiembrie 2018. Two prominent politicians, governor of Punjab Salmaan Taseer and minority affairs minister Shahbaz Bhatti, were assassinated in 2011 after defending Bibi. Her lawyer, Saiful Malook, is a Muslim who claims that Pakistani officials have been influenced by religious hardliners. He has also been targeted by Islamic fundamentalists.
12. ↑  „Militants say killed Pakistani minister for blasphemy”. Reuters. 2 martie 2011.
13. 1 2 3 4 5 6 7 8 9 10 11  Guerin, Orla (6 decembrie 2010). „Pakistani Christian Asia Bibi 'has price on her head'”. BBC. Arhivat din original la 7 decembrie 2010. Accesat în 6 decembrie 2010.
14. 1 2  „Blasphemy case: Cleric offers Rs500,000 for Aasia's execution” (în English). The Express Tribune. 3 decembrie 2010. Accesat în 1 noiembrie 2018. Maulana Yousaf Qureshi, the Khateeb of the historic Masjid Mohabaat Khan in Peshawar, offered a Rs500,000 reward for anyone who kills Aasia, Online news agency reported.
15. 1 2 3 4 5  Asif Aqeel (31 octombrie 2018). „Pakistan Frees Asia Bibi from Blasphemy Death Sentence” (în English). Christianity Today. Accesat în 31 octombrie 2018. In their final judgment, reviewed by CT, reversing Bibi's convictions by two lower courts and removing her death sentence, the panel of three judges ruled that Bibi was "wrongly" accused by two sisters with the help of a local cleric, based on "material contradictions and inconsistent statements of the witnesses" that "cast a shadow of doubt on the prosecution's version of facts." "Furthermore, the alleged extra-judicial confession was not voluntary but rather resulted out of coercion and undue pressure as the appellant was forcibly brought before the complainant in presence of a gathering, who were threatening to kill her; as such, it cannot be made the basis of a conviction," they wrote. "Therefore, the appellant being innocent deserves acquittal," the judges concluded. One even accused Bibi's accusers of violating a covenant made by Muhammad with Christians in the seventh century but still valid today. "Blasphemy is a serious offense," wrote justice Asif Saeed Khosa, "but the insult of the appellant's religion and religious sensibilities by the complainant party and then mixing truth with falsehood in the name of the Holy Prophet Muhammad (Peace Be Upon Him) was also not short of being blasphemous.
16. 1 2  „Islamists block roads in Pakistan over Asia Bibi blasphemy case” (în English). Deutsche Welle. 1 noiembrie 2018. Accesat în 1 noiembrie 2018. Islamists launched protests after the country's Supreme Court ruled to acquit Bibi of blasphemy in a widely publicized case.
17. 1 2  Sophie Williams (1 noiembrie 2018). „Asia Bibi case: Thousands protest in Pakistan for second day over the acquittal of Christian woman sentenced to death for blasphemy” (în English). Evening Standard. Accesat în 1 noiembrie 2018. Radical Islamists mounted rallies against the verdict, blocking roads and burning tyres in protest as they demanded she be executed.
18. 1 2 3  Sophia Saifi and James Griffiths (31 octombrie 2018). „Pakistani Christian Asia Bibi has death penalty conviction overturned” (în English). CNN. Accesat în 31 octombrie 2018.
19. 1 2  Sherwood, Harriet (31 octombrie 2018). „Quashing of Asia Bibi's blasphemy charge will not end her suffering” (în English). The Guardian. Accesat în 31 octombrie 2018.
20. 1 2 3 4 5  Peter Stubley (3 noiembrie 2018). „Asia Bibi: Pakistan government stops Christian woman leaving country after 'caving in' to hardline Islamists” (în English). The Independent. Accesat în 2 noiembrie 2018. Under the terms of the deal made on Friday night, prime minister Imran Khan's administration said it would begin legal proceedings to place Asia Bibi on the "exit control list" (ECL). ... "I am not surprised that Imran Khan's regime has caved in to extremists," said Wilson Chowdhry, chair of the British Pakistani Christian Association.
21. 1 2  „Asia Bibi Barred From Leaving Pakistan as Imran Khan Govt Strikes Deal With Islamist Protesters” (în English). News 18. 2 noiembrie 2018. Accesat în 2 noiembrie 2018.
22. 1 2  „Govt & Tehreek-e-Labbaik reach agreement to end protests” (în English). Radio Pakistan. 2 noiembrie 2018. Arhivat din original la 25 mai 2020. Accesat în 2 noiembrie 2018.
23. 1 2  „Pakistan Makes Concessions to Protesters in Blasphemy Case” (în English). The New York Times. 2 noiembrie 2018. Accesat în 2 noiembrie 2018.
24. 1 2 3  „Asia Bibi: Deal to end Pakistan protests over blasphemy case” (în English). BBC. 2 noiembrie 2018. Accesat în 2 noiembrie 2018.
25. 1 2  „Jemima says Pakistan's govt caves in to extremist demands to bar Asia Bibi from leaving” (în English). The International News. 4 noiembrie 2018. Accesat în 4 noiembrie 2018.
26. ↑  Hashim, Asad (17 mai 2014). „Living in fear under Pakistan's blasphemy law”. Al Jazeera. Accesat în 21 noiembrie 2014. In Pakistan, 17 people are on death row for blasphemy, and dozens more have been extrajudicially murdered.
27. ↑  „Part-time spine, Is the Pakistani state capable of standing up to blackmail?”. The Economist: 40, 10 November 2018, retrieved 19 November 2018, "several hundred people have been charged,...No one has yet been executed. But more than 50 people accused of blasphemy have been murdered."
28. ↑  „Muslims Block Roads, Call for Supreme Court Justices to Be Killed Over Asia Bibi Acquittal” (în English). The Christian Post. 31 octombrie 2018. Accesat în 1 noiembrie 2018. In Pakistan, blasphemy (insulting Islam or its prophet Muhammad) is a crime punishable by life imprisonment or death. The law is often abused by Muslims looking to settle scores with religious minorities. Bibi has denied the accusations. In response to the court's announcement that a three-judge panel reversed earlier court rulings against Bibi on grounds that evidence against her was insufficient, TLP supporters have reportedly staged street protests and have also blockaded major roadways.
29. 1 2  Dayan Hasan, Ali (15 noiembrie 2010). „Pakistan: Filthy Business”. Human Rights Watch. Accesat în 13 ianuarie 2014.
30. 1 2 3 4  Hussain, Waqar (11 noiembrie 2010). „Christian Woman Sentenced to Death”. Agence France-Presse. Arhivat din original la 14 noiembrie 2010. Accesat în 11 noiembrie 2010.
31. 1 2 3  Crilly, Rob; Sahi, Aoun (9 noiembrie 2010). „Christian Woman sentenced to Death in Pakistan for blasphemy”. The Daily Telegraph. London. Arhivat din original la 11 noiembrie 2010. Accesat în 11 noiembrie 2010.
32. ↑  Munir, Manzer (7 decembrie 2010). „Aasia Bibi and Impurities in the Land of the Pure”. Digital Journal. Accesat în 7 decembrie 2010.
33. ↑  Munir, Manzer (7 December 2010). Aasia Bibi and Impurities in the Land of the Pure Digital Journal. Retrieved 7 December 2010.
34. 1 2 3 4  Walsh, Declan (8 ianuarie 2011). „Salmaan Taseer, Aasia Bibi and Pakistan's struggle with extremism”. The Guardian. Accesat în 3 martie 2011.
35. 1 2 3 4 5  Allen 2013, p. 35.
36. 1 2 3 4 5 6  McCarthy, Julie (14 decembrie 2010). „Christian's Death Verdict Spurs Holy Row In Pakistan”. NPR. Accesat în 27 noiembrie 2013.
37. ↑  Perlez, Jane (22 noiembrie 2010). „Pakistani Sentenced to Death May Get a Pardon”. The New York Times. Accesat în 25 noiembrie 2013.
38. 1 2  El Shafie 2012, p. 16.
39. 1 2 3 4 5  „'I'm Afraid She'll Be Killed Very Soon if Nothing Happens'”. Christianity Today. 23 septembrie 2013. Accesat în 25 noiembrie 2013.
40. ↑  Barker, Memphis (31 octombrie 2018). „Asia Bibi: Pakistan court overturns blasphemy death sentence: Christian woman to be freed after being sentenced in 2010, accused of insulting prophet Muhammad” (în English). The Guardian. Accesat în 31 octombrie 2018. Christian farm labourer Bibi, a 47-year-old mother of five, was sentenced to hang for blasphemy in 2010. She had angered fellow Muslim farm workers by taking a sip of water from a cup she had fetched for them on a hot day. When they demanded she convert to Islam, she refused, prompting a mob to later allege that she had insulted the prophet Mohammed.
41. 1 2  „Salman Taseer: Thousands mourn Pakistan governor”. BBC News. 5 ianuarie 2011. Accesat în 25 noiembrie 2013.
42. 1 2  Reza Sayah, Nasir Habib (11 noiembrie 2010). „Christian woman sentenced to death for blasphemy in Pakistan” (în English). CNN. Arhivat din original la 12 noiembrie 2010. Accesat în 1 noiembrie 2018.
43. ↑  „Muslim leaders who issued decree to kill a Christian woman should be prosecuted” (în English). Asian Human Rights Commission. 8 decembrie 2010. Accesat în 1 noiembrie 2018.
44. 1 2 3  Marshall 2013, p. 195.
45. ↑  Shea, Nina (2 martie 2012). „Pakistan's Honorable Shahbaz Bhatti, Murdered with Impunity One Year Ago”. National Review Online. Arhivat din original la 7 aprilie 2013. Accesat în 7 ianuarie 2014.
46. ↑  Sayah, Reza; Habib, Nasir (11 noiembrie 2010). „Christian Woman Sentenced to Death for Blashemy in Pakistan”. CNN. Arhivat din original la 12 noiembrie 2010. Accesat în 11 noiembrie 2010.
47. ↑  „Asia Bibi”. Jang. Pakistan. 25 noiembrie 2010. Arhivat din original la 18 decembrie 2010. Accesat în 11 ianuarie 2011.
48. ↑  Henderson L, Agrawal A (23 noiembrie 2010). „Pakistan's president will pardon Christian woman, official says”. CNN. Arhivat din original la 24 noiembrie 2010. Accesat în 30 noiembrie 2010.
49. ↑  „LHC stays Aasia release under Presidential order”. The News. Pakistan. 29 noiembrie 2010. Arhivat din original la 29 noiembrie 2010. Accesat în 19 martie 2017.
50. 1 2  Akkara, Anto (20 iulie 2012). „International Clamor for Asia Bibi's Release Grows”. National Catholic Register. Arhivat din original la 4 decembrie 2013. Accesat în 27 noiembrie 2013.
51. ↑  „Blasphemy in Pakistan: The case of Aasia Bibi”. Al Jazeera. 15 iunie 2015.
52. 1 2 3 4 5  Allen 2013, p. 36.
53. 1 2 3 4 5  „'Salmaan Taseer came here and he sacrificed his life for me'”. The Independent. 8 ianuarie 2011. Accesat în 27 noiembrie 2012.
54. ↑  Rita Panahi (1 noiembrie 2018). „Asia Bibi is innocent but she'll never be safe in Pakistan” (în English). Herald Sun. Accesat în 1 noiembrie 2018. Since that day in 2009, she has been in prison, in solitary confinement, in a 2.4 by 3m cell without a window. Bibi can't mix with other prisoners for fear that she'll be killed, which is often the fate of those accused of blasphemy in Pakistan.
55. ↑  Bond, Anthony (28 august 2013). „'Sentenced to death for being thirsty': Christian woman tells of moment she was beaten and locked up in Pakistan after 'using Muslim women's cup to drink water'”. The Daily Mail. Accesat în 24 noiembrie 2013.
56. ↑  „Aasia bibi 'very frail', not been taken seriously: NGO”. The Express Tribune. 21 decembrie 2011. Accesat în 8 ianuarie 2014.
57. 1 2  Tanveer, Rana (29 iunie 2013). „Blasphemy convict: Aasia Bibi's appeal at least two years away”. The Express Tribune. Accesat în 8 ianuarie 2014.
58. ↑  Crilly, Rob (9 noiembrie 2010). „Christian woman sentenced to death in Pakistan 'for blasphemy'”. The Telegraph. Accesat în 13 ianuarie 2014.
59. ↑  „Pakistan: Asia Bibi case delayed for fifth time, court seeks to pardon TV staff”. Global Dispatch. 28 mai 2014. Arhivat din original la 30 mai 2014. Accesat în 2 iunie 2014.
60. 1 2  Brulliard, Karin (26 noiembrie 2010). „Both sides in blasphemy case pressure Zardari”. The Washington Post. Accesat în 27 noiembrie 2013.
61. ↑  Hughes 2012, p. 138.
62. 1 2 3  Anthony, Augustine (2 martie 2011). „Militants say killed Pakistan minister for blasphemy”. Reuters. Accesat în 2 martie 2011.
63. ↑  Ali, Muhammad Faisal (27 august 2011). „Slain Salman Taseer's son kidnapped”. The Dawn. Accesat în 11 septembrie 2012.
64. ↑  Boone, Jon (9 martie 2016). „Shahbaz Taseer: Pakistan's high-profile kidnap victim reunited with family”. The Guardian.
65. ↑  Sayah, Reza (24 noiembrie 2010). „Pakistan president urged not to pardon Christian woman”. CNN. Accesat în 27 noiembrie 2013.
66. ↑  „Pope Benedict urges freedom for Asia Bibi”. Dawn.com. 17 noiembrie 2010. Accesat în 28 noiembrie 2013.
67. ↑  Crilly, Rob (18 noiembrie 2010). „Pope Benedict XVI calls for release of Christian sentenced to hang in Pakistan”. The Daily Telegraph. Accesat în 27 noiembrie 2013.
68. ↑  ooberfuseband (14 octombrie 2018). „Ooberfuse ft Wizard MC –  Free Asia Bibi”.
69. ↑  „Not One More Dime for Persecution”. American Center for Law and Justice.
70. ↑  Greg Daly (25 octombrie 2018). „Top Muslim calls for Asia Bibi's release”. The Irish Catholic.
71. ↑  AFP (16 octombrie 2014). „LHC upholds blasphemy convict Asia Bibi's death penalty”. Dawn.com. Accesat în 16 octombrie 2014.
72. ↑  „Asia Bibi's husband asks President Mamnoon for pardon”. DAWN. 20 noiembrie 2014.
73. ↑  „On death row for blasphemy, Asia Bibi makes final appeal to SC”. DAWN. 24 noiembrie 2014.
74. ↑  „Pakistan Supreme Court suspends Asia Bibi death sentence”. BBC. 22 iulie 2015.
75. ↑  „Pakistan court to hear appeal by woman sentenced to death for blasphemy”. CNN. 22 iulie 2015.
76. ↑  „Asia Bibi, a new hearing on March 26”. Official Vatican Network. 14 noiembrie 2015.
77. 1 2  „ASIA/PAKISTAN – The Supreme Court judge, who refused to hear Asia Bibi's death penalty appeal, resigns”. www.news.va (în engleză). Arhivat din original la 28 octombrie 2017. Accesat în 23 iulie 2017.
78. ↑  „ASIA/PAKISTAN – The hearing of the Supreme Court for the case of Asia Bibi postponed”. www.news.va (în engleză). Arhivat din original la 28 octombrie 2017. Accesat în 23 iulie 2017.
79. ↑  „Pakistan SC declines early hearing of Asia Bibi case”. www.news.va (în engleză). Arhivat din original la 1 mai 2017. Accesat în 23 iulie 2017.
80. ↑  „Supreme Court reserves verdict on Asia Bibi's appeal against death sentence”. The News International. 8 octombrie 2018.
81. 1 2  Bhatti, Haseeb (31 octombrie 2018). „SC acquits Asia Bibi, orders immediate release”. Dawn.
82. ↑  Malik, Hasnaat (31 octombrie 2018). „Aasia Bibi acquitted by Supreme Court”. Express Tribune.
83. 1 2  „Asia Bibi: Pakistan acquits Christian woman on death row” (în English). BBC. 31 octombrie 2018. Accesat în 31 octombrie 2018.
84. ↑  Iqbal, Zulqarnain (31 octombrie 2018). „Protests break out after Pakistan's Supreme Court acquits Aasia Bibi”. Samaa TV.
85. 1 2 3  „Asia Bibi case: Justice Asif Saeed Khosa's additional note” (în English). The News International. 31 octombrie 2018. Accesat în 31 octombrie 2018.
86. ↑  Barker, Memphis (31 octombrie 2018). „Asia Bibi: Pakistan court overturns blasphemy death sentence: Christian woman to be freed after being sentenced in 2010, accused of insulting prophet Muhammad” (în English). The Guardian. Accesat în 31 octombrie 2018. Justice Asif Khosa, in a verdict widely praised for its courage and rigour, noted that the two sisters who accused Bibi "had no regard for the truth" and that the claim she smeared the prophet in public was "concoction incarnate".
87. ↑  Munir Ahmed and Asim Tanveer (1 noiembrie 2018). „Christian woman acquitted in Pakistan to leave country” (în English). The Washington Post. Accesat în 1 noiembrie 2018. A female commando who is part of a team of police and paramilitary troops deployed to protect Bibi, told The Associated Press that Bibi was reading a Bible when the news about her acquittal was conveyed to her.
88. ↑  Barker, Memphis (31 octombrie 2018). „Asia Bibi: Pakistan court overturns blasphemy death sentence: Christian woman to be freed after being sentenced in 2010, accused of insulting prophet Muhammad” (în English). The Guardian. Accesat în 31 octombrie 2018.
89. 1 2  „Asia Bibi′s blasphemy verdict: Islamists protest across Pakistan” (în English). Deutsche Welle. 31 octombrie 2018. Accesat în 31 octombrie 2018.
90. ↑  „Protests erupt in major cities as SC acquits Asia Bibi of blasphemy charges”. The News International. 31 octombrie 2018.
91. ↑  „Live blog: Protests on Asia Bibi's acquittal”. Dawn.
92. ↑  Omer Farooq Khan (1 noiembrie 2018). „Pakistani Islamists are on the boil over acquittal of Asia Bibi” (în English). Times of India. Accesat în 1 noiembrie 2018.
93. ↑  Hashim, Asad (31 octombrie 2018). „Pakistan PM calls for calm after Aasia Bibi cleared of blasphemy”. Al Jazeera. Accesat în 31 octombrie 2018.
94. ↑  „Asia Bibi: Pakistan acquits Christian woman on death row” (în English). BBC. 31 octombrie 2018. Accesat în 31 octombrie 2018.
95. ↑  „'Do not clash with the state': PM Khan issues stern warning to agitators after Asia Bibi verdict”. Dawn. 1 noiembrie 2018.
96. ↑  „Asia Bibi: Imran Khan attacks hardliners over court case”. BBC. 31 octombrie 2018.
97. ↑  „Live blog: Protests on Asia Bibi's acquittal”. Dawn. 1 noiembrie 2018. Commuters advised to avoid motorways and national highways
The National Highways and Motorway Police has advised commuters to "refrain from travelling on motorways and national highways" on account of "the law & order situation across the country".
98. ↑  „Motorway Police tweet, 5:13 AM – 1 Nov 2018”. Twitter. 1 noiembrie 2018. Dear Citizens, Keeping in view the law & order situation across the country, please refrain from travelling on Motorways and National Highways. For updated information regarding travel advisory please visit http://nhmp.gov.pk/TravelAdvisory.html … … … Stay tuned for more updates.".
99. ↑  Chaudhry, Kamran (31 octombrie 2018). „Protests break out following Asia Bibi's acquittal. Christian schools close indefinitely in Lahore” (în English). AsiaNews. Accesat în 31 octombrie 2018. As a result, in Lahore, Church authorities ordered the indefinite closure of Christian schools and asked parents to come and take their children home. Likewise, "Schools will remain closed till further notice," said a sign at St Peter's High School, which is run by the Diocese of Raiwind of the Church of Pakistan.
100. ↑  Osborne, Samuel (2 noiembrie 2018). „Asia Bibi: Protests stop Christian woman leaving Pakistan three days after court overturns blasphemy charge” (în English). The Independent. Accesat în 2 noiembrie 2018. Pakistan suspended mobile phone networks in major cities on Friday, and many schools were shut down as Islamist groups protested for the third day.
101. ↑  Barker, Memphis (31 octombrie 2018). „Asia Bibi: Pakistan court overturns blasphemy death sentence” (în English). The Guardian. Accesat în 31 octombrie 2018. In February, Pope Francis met Ashiq at the Vatican, and Pakistan's small Christian minority held fasts and prayer sessions before the verdict.
102. ↑  Gerard O’Connell (31 octombrie 2018). „Pakistani Christians fear violence after Asia Bibi's blasphemy death sentence is overturned” (în English). America Magazine. Accesat în 1 noiembrie 2018.
103. 1 2 3  „Pakistani lawyer is now an 'easy target' for extremists after helping Asia Bibi escape execution for blasphemy” (în English). South China Morning Post. 1 noiembrie 2018. Accesat în 1 noiembrie 2018.
104. ↑  „Asia Bibi: Lawyer flees Pakistan in fear of his life”. BBC News. 3 noiembrie 2018. Accesat în 3 noiembrie 2018.
105. ↑  „Asia Bibi: Lawyer flees Pakistan in fear of his life”. NDTV. 5 noiembrie 2018. Accesat în 5 noiembrie 2018.
106. ↑  „UN denies forcing Asia Bibi lawyer to leave”. The International News. 6 noiembrie 2018. Accesat în 6 noiembrie 2018.
107. ↑  „HRCP welcomes landmark Asia Bibi verdict” (în English). The International News. 1 noiembrie 2018. Accesat în 1 noiembrie 2018.
108. ↑  „WCC "receives with joy" verdict which resolves case of Asia Bibi” (în English). World Council of Churches. 1 noiembrie 2018. Accesat în 1 noiembrie 2018.
109. ↑  „Daily Press Briefing by the Office of the Spokesperson for the Secretary-General, 31 October 2018”. United Nations. Accesat în 3 noiembrie 2018.
110. ↑  „UN welcomes SC's ruling to overturn Asia Bibi's death sentence” (în English). The International News. 1 noiembrie 2018.
111. ↑  „PMQs: Theresa May is asked about Asia Bibi case in Pakistan” (în English). BBC. 31 octombrie 2018. Accesat în 31 octombrie 2018.
112. ↑  „UK 'Won't Offer Asylum To Asia Bibi Amid 'Security Concerns'”. HuffPost UK (în engleză). 9 noiembrie 2018. Accesat în 17 noiembrie 2018.
113. ↑  „USCIRF Welcomes Pakistani Supreme Court's Decision to Overturn Death Sentence Against Asia Bibi” (în English). United States Commission on International Religious Freedom. 31 octombrie 2018.
114. ↑  Claire Terv (31 octombrie 2018). „Asia Bibi libre, Marine Le Pen demande l'asile en France pour elle et sa famille” (în French). Huffington Post. Accesat în 1 noiembrie 2018. Il faut lui accorder l'asile, à elle et à sa famille. MLP #AsiaBibi
115. ↑  „Asia Bibi is Free” (în English). European Centre for Law and Justice. 31 octombrie 2018. Accesat în 1 noiembrie 2018.
116. ↑  „Pakistan strikes deal to end protests over Asia Bibi blasphemy case”. CNN. 3 noiembrie 2018.
117. ↑  Bilal, Rana (2 noiembrie 2018). „Government, TLP reach agreement; state to take legal measures to place Asia Bibi's name on ECL”. Dawn.
118. ↑  Malik, Mansoor (3 noiembrie 2018). „TLP ends protest after deal with government”. Dawn.
119. ↑  „PAKISTAN: Asia Bibi barred from leaving country” (în English). Church in Chains. 3 noiembrie 2018. Arhivat din original la 4 noiembrie 2018. Accesat în 3 noiembrie 2018.
120. ↑  „Asia Bibi's Release Delayed; Supreme Court to Review Acquittal Decision as Muslims Protest” (în English). The Christian Post. 2 noiembrie 2018. Accesat în 2 noiembrie 2018.
121. 1 2  „Asia Bibi: Lawyer flees Pakistan in fear of his life” (în English). BBC. 3 noiembrie 2018. Accesat în 2 noiembrie 2018.
122. ↑  Shamil Shams (4 noiembrie 2018). „Asia Bibi's husband, Ashiq Masih, appeals to US President Donald Trump for asylum” (în English). Deutsche Welle. Accesat în 4 noiembrie 2018.
123. ↑  Stoyan Zaimov (7 noiembrie 2018). „Asia Bibi's 'Shattered' Family Begs for Help, Has 'Nothing to Eat;' Christian Mother Still Jailed” (în English). The Christian Post. Accesat în 7 noiembrie 2018.
124. ↑  „EU commits to "facilitate the release of Asia Bibi"” (în English). Evangelical Focus. 7 noiembrie 2018. Accesat în 7 noiembrie 2018.
125. 1 2 3  „Canada, Italy urge Pakistan to ensure Aasia Bibi's well-being” (în English). The Express Tribune. 7 noiembrie 2018. Accesat în 7 noiembrie 2018.
126. ↑  „Italy Working To Find Safe Home In West For Pakistani Christian Woman” (în English). Radio Free Europe. 7 noiembrie 2018. Accesat în 7 noiembrie 2018.
127. ↑  Bolt, Andrew (22 noiembrie 2018). „Australia to Offer Asylum to Asia Bibi”. Herald Sun.
128. 1 2 3  Zulqernain, M (7 noiembrie 2018). „Asia Bibi released from jail, to be shifted to the Netherlands” (în English). Outlook. Accesat în 7 noiembrie 2018.
129. ↑  „Pakistan's Asia Bibi freed from jail: lawyer” (în English). Gulf News. 7 noiembrie 2018. Arhivat din original la 7 noiembrie 2018. Accesat în 7 noiembrie 2018. A release order arrived Wednesday at the prison in the central city of Multan, where Bibi was detained, a prison official told AFP.
130. 1 2  Constable, Pamela (8 noiembrie 2018). „Release of Christian woman acquitted of blasphemy roils Pakistan” (în English). Washington Post. Accesat în 8 noiembrie 2018.
131. ↑  „Pakistani Christian Freed After Being Cleared in Blasphemy Case”. New York Times (în engleză). 8 noiembrie 2018. Accesat în 8 noiembrie 2018.
132. ↑  „Pakistan blasphemy case: Asia Bibi freed from jail” (în English). The Guardian. 7 noiembrie 2018. Accesat în 7 noiembrie 2018.
133. ↑  Wintour, Patrick (13 noiembrie 2018). „Foreign Office 'allowed Pakistan mob to dictate Asia Bibi asylum case'”. The Guardian. Accesat în 16 noiembrie 2018.
134. ↑  Sadiq, Alena (15 noiembrie 2018). „Sen. Paul says he spoke to Trump about securing asylum for Pakistani Christian woman”. Politico. Accesat în 16 noiembrie 2018.
135. ↑  „Uwolnić Asię Bibi” (în Polish). Film Web. 2015. Accesat în 1 noiembrie 2018.
136. ↑  „The Untold Truth of Pakistan's Blasphemy Law”. Engage Pakistan. Arhivat din original la 9 noiembrie 2018. Accesat în 8 noiembrie 2018.
137. ↑  „Islamic Law, the Nation State, and the Case of Pakistan”. Wilson Center. 8 noiembrie 2018. Accesat în 8 noiembrie 2018.
138. ↑  „Blasphemy Law Library”. 28 noiembrie 2016. Accesat în 8 noiembrie 2018.